# Sweti Iwan

Sweti Iwan in der Bucht von Burgas

Die Insel Sweti Iwan (bulgarisch Свети Иван „Heiliger Iwan“) ist die größere zweier bulgarischer Schwarzmeerinseln, die wenige Kilometer nördlich von Sosopol in der Bucht von Sosopol im Golf von Burgas liegen. Mit einer Fläche von 0,66 km² ist Sweti Iwan die größte der fünf bulgarischen Schwarzmeerinseln. Die Insel ist nach dem heiligen Iwan Rilski benannt. Neben ihr befindet sich die kleinere Insel Sweti Petar.

## Geschichte

### Vorgeschichte und Antike
In der Antike waren die beiden Inseln noch miteinander verbunden und Teil der antiken griechischen Stadt Apollonia. Da es keine schriftlichen Belege gibt, wird vermutet, dass ein Naturereignis die ehemals zusammenhängende Insel geteilt hat. Ungefähr im 7. Jahrhundert v. Chr. befand sich hier ein thrakisches Heiligtum. Im 4. Jahrhundert v. Chr. wurde ein großer Tempelkomplex mit einer 13 Meter hohen Bronzestatue errichtet, die dem griechischen Gott Apollon gewidmet war. Die Statue wurde 72 v. Chr. von den anrückenden Römern als Siegestrophäe nach Rom gebracht und zum späteren Zeitpunkt im Rahmen der Christianisierung des Reiches eingeschmolzen.

### Johannes-der-Täufer Kloster im Mittelalter
Schon Ende des 5. Jahrhunderts befand sich auf der Insel ein Kloster, am Südufer der Insel, mit Blick nach Süden, zur 1,2 km entfernten Altstadt von Sosopol. Jedoch war die Klosterbasilika „Hl. Mutter Gottes“ (bulg. Св. Богородица) am Platz der Apollostatue schon nach 330 n. Chr. errichtet worden. Im Mittelalter wurde es von den bulgarischen Zaren im Stil der Preslawer Schule wiedererbaut und ihnen bzw. auch den byzantinischen Kaisern direkt unterstellt. Vom 10. bis zum 14. Jahrhundert war das Kloster ein wichtiges kulturelles Zentrum und wurde mehrmals ausgebaut. So wurde 1263 eine zweite Klosterkirche erbaut, die Johannes dem Täufer (bulg. „Св. Иван Предтеча“) geweiht war.
1308 fand hier die Vermählung des bulgarischen Zaren Theodor II. Swetoslaw mit der Tochter des byzantinischen Mit-Kaisers Michael IX., Theodora Palaiologina statt. Aus dem Jahre 1363 ist eine mit Goldfasern gefasste Urkunde vom byzantinischen Kaiser Johannes V. Palaiologos bekannt, in der die Ländereien des Klosters (das Dorf Sweti Nikola, das Kloster und die Insel Sweti Kirik) beschrieben wurden.
Nachdem Bulgarien unter die Herrschaft der Osmanen gekommen war, war das Kloster auf Sweti Iwan stets Teil des Patriarchats von Konstantinopel. Zwei Patriarchen wurden hier beerdigt, außerdem ist belegt, dass drei Patriarchen zuvor Mönche hier waren. Der Klosterkomplex verfügte über eine Bibliothek, eine königliche Residenz und weitere Gebäude. Das Kloster wurde sowohl von Mönchen als auch von Nonnen bewohnt; dies erklärt auch, warum das Kloster zwei Kirchen besaß.
1453 wurde das Kloster von den Türken zerstört. In der Zeit von 1467 bis 1471 wurde es durch den Mönch Gerwasi wiedererbaut. 1593 lebten und arbeiten im Inselkloster 150 Mönche. 1623 und 1629 wurde das Kloster von Piraten, vornehmlich Kosaken aus der heutigen östlichen Ukraine überfallen. Um weitere Überfälle zu vermeiden, zerstörten die Türken alle Klosteranlagen und Kirchen in und um Sosopol. Vor der Zerstörung des Johannes-der-Täufer Kloster konnten die Mönche unter Mitnahme der Klosterbibliothek, des Altars, der Ikonen und weiterer Kostbarkeiten in das Jungfrau-Maria-Kloster auf der Insel Halki, bei Konstantinopel (heute Istanbul) übersiedeln.

### Neuzeit und Gegenwart
1884 wurde auf der ansonsten unbewohnten Insel ein Leuchtturm errichtet (42° 26′ 18″ N, 27° 41′ 26″ O).
Heute ist die Insel Sweti Iwan mit der Insel Sweti Petar Teil eines Naturschutzgebietes, in dem über 70 bedrohte Vogelarten nisten. Die meisten stehen auf der Roten Liste Bulgariens. Auf Sweti Iwan befindet sich die größte Kolonie von Mittelmeermöwen in Bulgarien.

### Ausgrabungen
Bei vom bulgarischen und norwegischen Staat finanzierten Ausgrabungen im Kirchenaltar des ehemaligen kaiserlichen Klosters fanden Archäologen unter Leitung von Kasimir Popkonstantinow im August 2010 ein Reliquiar mit der Inschrift Johannes der Täufer. In der Urne wurden ein Zahn sowie Teile eines Hand- und eines Kieferknochens entdeckt. Nach Einschätzungen bulgarischer Archäologen soll es sich dabei um Reliquien von Johannes dem Täufer, die im 4. Jahrhundert n. Chr. von Konstantinopel nach Sosopol gelangt seien, handeln. Sie werden in der Kirche Heilige Brüder Kiril und Methodius in Sosopol aufbewahrt.